# Булатов, Сергей Александрович
Сергей Александрович Булатов (род. 21 марта 1972, Свердловск) — советский и российский футболист, нападающий. Тренер.

## Биография
Отец родом из Свердловска, играл за «Уралмаш» нападающим.
В семь лет отец отвел Сергея в секцию. Окончил Уральский спортивный интернат, после чего в 1988 году его взяли в «Уралмаш». На следующий год стал выходить в основе команды.
В 1991 играл за «Уралец» Нижний Тагил.
Затем играл в пермской «Звезде», калининградской «Балтике», самарских «Крыльях Советов», воронежском «Факеле», красноярском «Металлурге», казанском «Рубине», грозненском «Тереке», челнинском «КАМАЗе».
В июне 2000 года подвергся нападению — на автостоянке был ранен ножом в лёгкое. Когда оказался в больнице, не было ни пульса, ни давления. В истории болезни даже проставили дату смерти, однако Булатов выжил, хотя и пробыл в госпитале больше двух месяцев.
В 2006—2008 работал на должности тренера-селекционера в «КАМАЗе».
В 2009 году — главный тренер «Динамо» Брянск.
В 2010 году — главный тренер «Волгаря-Газпрома» Астрахань.
В 2012 году стал селекционером «Урала». С 5 апреля 2012 года после отставки Александра Побегалова — исполняющий обязанности главного тренера клуба. Летом 2012 года в связи с отсутствием лицензии PRO был заявлен на сезон 2012/13 как старший тренер. В августе 2012 года подал в отставку с поста старшего тренера.
В сезоне 2013/14 года работал старшим тренером ярославского «Шинника».
В мае 2014 года был назначен на должность главного тренера клуба «Авангард» Курск, но из-за плохих результатов команды (11-е место) в декабре 2014 года был уволен.
Летом 2016 года возглавил «Сахалин». В марте 2017 года покинул «Сахалин».
В июне 2017 года назначен главным тренером московского «Арарата». 30 июля 2017 года покинул свой пост с официальной формулировкой «по семейным обстоятельствам».
В феврале 2018 года вновь возглавил «Сахалин».

## Достижения
- Победитель первой лиги первенства России 1995[11].
- Серебряный призёр первого дивизиона первенства России 1999.
- Победитель первого дивизиона первенства России 2002.
- Лучший бомбардир первой лиги первенства России 1995[11] — 29 голов.